# Liste der Monuments historiques in Lanvellec
Die Liste der Monuments historiques in Lanvellec führt die Monuments historiques in der französischen Gemeinde Lanvellec auf.

## Liste der Bauwerke
| Bezeichnung                       | Beschreibung                       | Standort | Kennzeichnung | Schutzstatus | Datum     | Bild           |
| --------------------------------- | ---------------------------------- | -------- | ------------- | ------------ | --------- | -------------- |
| Beinhaus                          | Erbaut im 15. Jahrhundert          | (Lage)   | PA00089301    | Classé       | 1924      | weitere Bilder |
| Château de Rosanbo mit Taubenturm | Schloss, erbaut im 17. Jahrhundert | (Lage)   | PA00089300    | Inscrit      | 1930      | weitere Bilder |
| Kapelle St-Maudez                 | Erbaut im 16. Jahrhundert          | (Lage)   | PA00089299    | Inscrit      | 1964      | weitere Bilder |
| Kapelle Notre-Dame-de-Pitié       | Erbaut im 17. Jahrhundert          | (Lage)   | PA00089298    | Inscrit      | 1925 2019 | weitere Bilder |

## Liste der Objekte

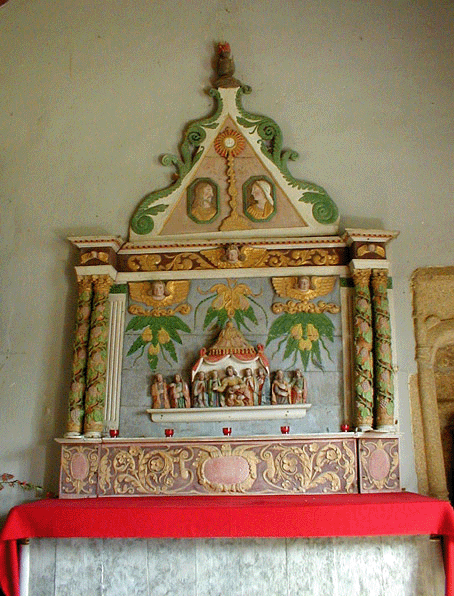
Retabel (17. Jahrhundert) in der Kapelle St-Goulven

- Monuments historiques (Objekte) in Lanvellec in der Base Palissy des französischen Kultusministeriums